# Montañas Phetchabun
Las montañas Phetchabun ( en tailandés: ทิวเขาเพชรบูรณ์ , RTGS : Thio Khao Phetchabun, son un macizo montañoso en las provincias de Phetchabun, Phitsanulok, Loei y Chaiyaphum, Tailandia . Consiste en dos cadenas montañosas paralelas, con el valle del río Pa Sak en el medio.
Las extrañas formaciones rocosas de Phu Hin Rong Kla y los campos donde crece la flor de tulipán de Siam (Curcuma alismatifolia ), conocida como dok krachiao (ดอก กระเจียว) en tailandés, son algunas de las características de las montañas Phetchabun.

## Geografía
El sistema montañoso en su conjunto lleva el nombre de la ciudad de Phetchabun, que se encuentra dentro de la zona montañosa. Al sur y sureste se encuentran las montañas Dong Phaya Yen . Ambas secciones del macizo de Phetchabun son paralelas y de una longitud similar, extendiéndose en una dirección aproximadamente norte-sur. La cordillera occidental es una prolongación del extremo sur de la cordillera de Luang Prabang . La cordillera oriental separa la amplia cuenca del río Chao Phraya en el centro de Tailandia de la meseta Khorat de Isan. El río Loei, que fluye hacia el norte, un afluente del Mekong, tiene sus fuentes en la cordillera oriental.
El límite meridional del macizo de Phetchabun no está claramente definido, y comienza aproximadamente al sur del paralelo 16 norte, donde ambas cordilleras se convierten en un grupo de montañas dispersas de menor altura, que rara vez superan los 800 m, que se extienden hacia el sur. La cadena montañosa oriental se menciona como cordillera Phang Hoei en algunas obras geográficas, nombre que abarca toda la sección norte del sistema montañoso de Dong Phaya Yen, ya que Khao Phang Hoei es una cumbre de 1.008 m de altura al oeste de la ciudad de Chaiyaphum, más allá del extremo sur de la cordillera de Phetchabun propiamente dicha en el norte de Dong Phaya Yen.
La mayor elevación de las montañas de Phetchabun es Phu Thap Boek, de 1.794 m de altura. Otros picos importantes son Khao Nam Ko Yai, Phu Kradueng, Phu Luang, Phu Ruea y Phu Lom Lo.
Desde el punto de vista geológico, las montañas están formadas por piedra caliza, intercalada con pizarra y arenisca. También se encuentran algunas rocas ígneas: granito, basalto y pórfido.

## Historia
Históricamente, el largo sistema montañoso de Phetchabun- Dong Phaya Yen - Sankamphaeng formaba una barrera entre Isan y la llanura central. Hasta hace poco, pocas carreteras cruzaban el sistema.

Durante el periodo comprendido entre 1968 y 1982, la zona en torno a Khao Kho (เขาค้อ), de 1.143 m de altura, y Phu Hin Rong Kla se convirtió en un campo de batalla ocasional. En esa época, los insurgentes del Partido Comunista de Tailandia establecieron su base en lugares ocultos de la montaña y libraron escaramuzas contra el ejército tailandés.

## Áreas protegidas
En estas montañas se encuentran varias zonas protegidas, como parques nacionales, parques forestales y reservas de fauna. En 2005 fueron aceptadas por la UNESCO como una posible incorporación futura a la lista del Patrimonio Mundial. Además de estas zonas protegidas, también se encuentran algunos parques forestales en la zona de la cordillera:
- Parque nacional de Phu Hin Rong Kla
- Parque nacional de Namtok Chat Trakan,[5]
- Parque nacional de Nam Nao
- Parque nacional de Phu Ruea
- Parque nacional de Phu Kradung
- Parque Suan Hin Pha Ngam
- Parque nacional de Phu Pha Man
- Santuario de vida salvaje de Phu Luang
- Parque nacional de Thung Salaeng Luang
- Parque nacional de Tat Mok, ubicado en el límite de la cordillera Phetchabun con las montañas Dong Phaya Yen .

## Galería

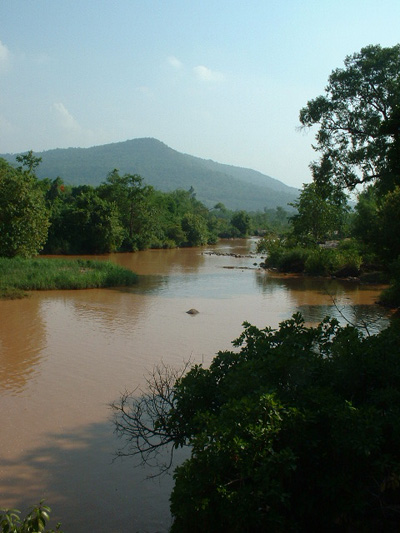
El río Khek en el distrito de Wang Thong
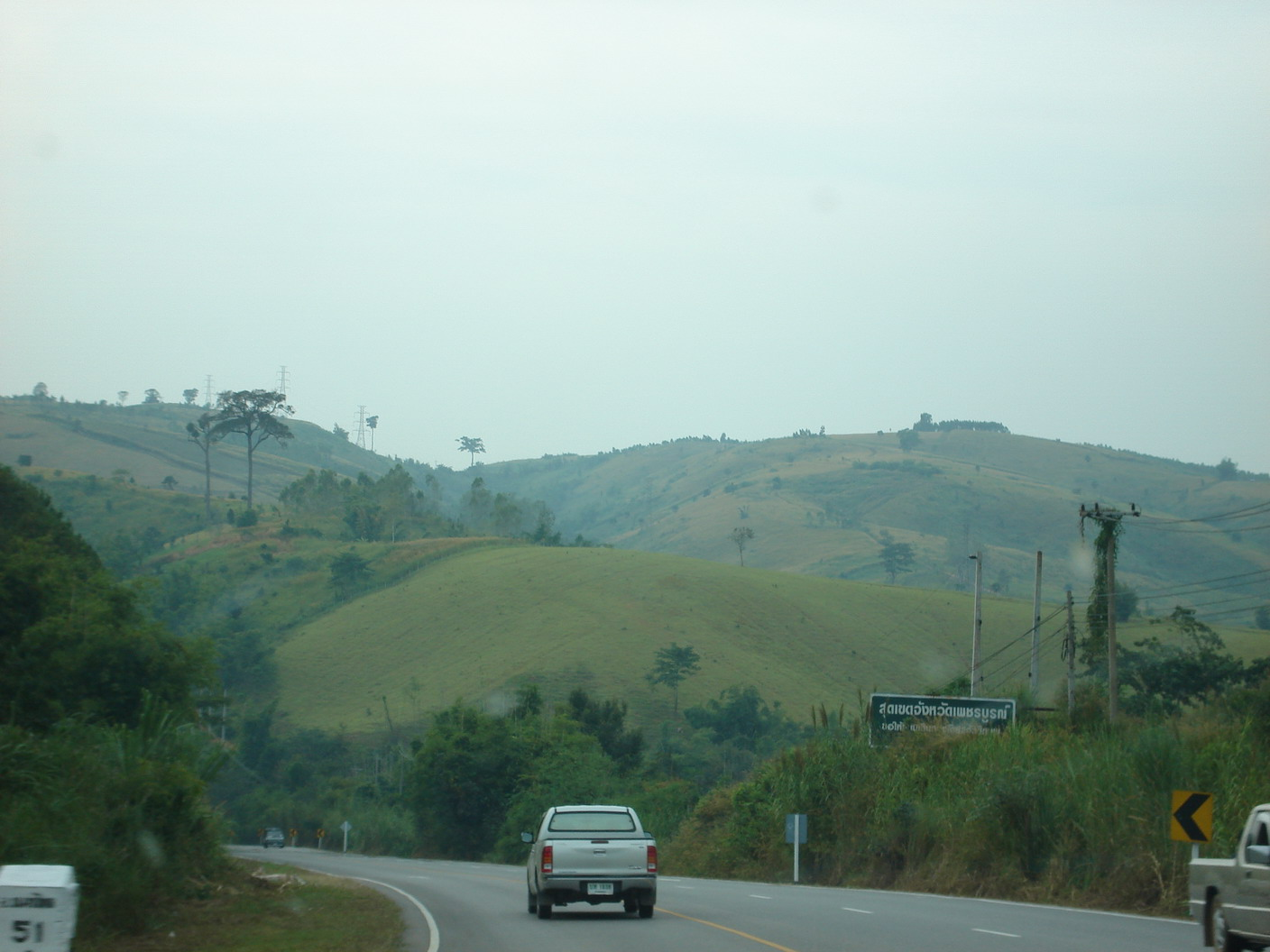
Las alturas de la cordillera entre Phetchabun y Phitsanulok
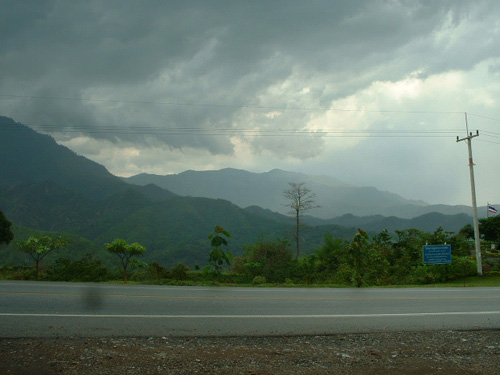
Montaña Khao Kho
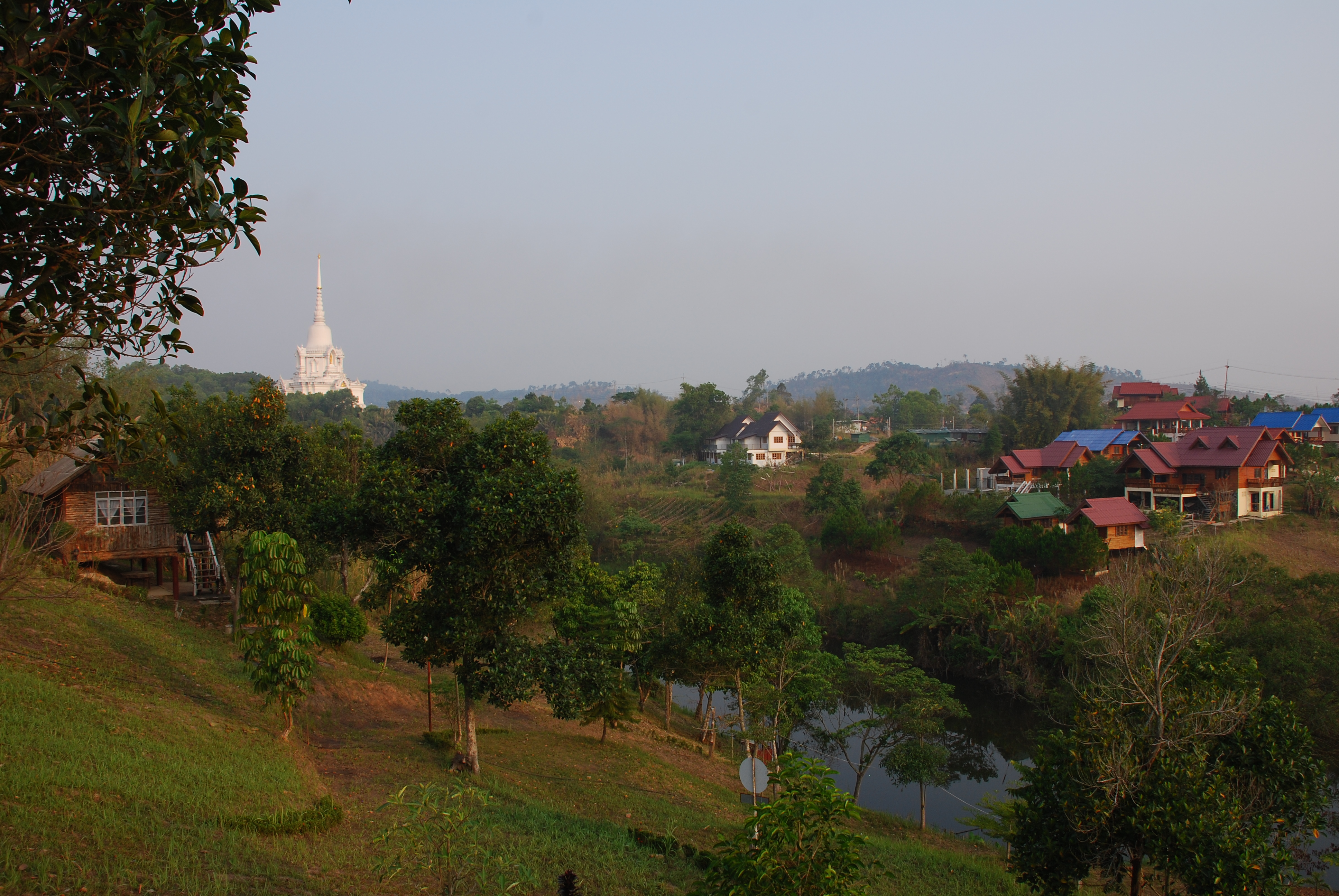
Templo en el distrito de Khao Kho